# Kozațke, Konotop
Kozațke (în ucraineană Козацьке) este localitatea de reședință a comunei Kozațke din raionul Konotop, regiunea Sumî, Ucraina. În secolul al XIX-lea, satul făcea parte din volostul Kozațke, uezdul Putîvl.

## Demografie
Componența lingvistică a localității Kozațke
     Ucraineană (98,06%)
     Rusă (1,68%)
     Alte limbi (0,15%)
Conform recensământului din 2001, majoritatea populației localității Kozațke era vorbitoare de ucraineană (98,06%), existând în minoritate și vorbitori de rusă (1,68%).